# Vera Medina
Vera Medina (São Paulo, 12 de novembro de 1967) é  cantora, compositora, produtora musical e instrumentista brasileira. Sua carreira abrange diversos gêneros musicais, incluindo jazz, MPB, bossa nova e música eletrônica, com destaque para lounge, house e drum'n'bass. Desde os anos 1990, atua no cenário musical nacional e internacional, com mais de 100 lançamentos distribuídos globalmente.  

## Carreira Musical
Iniciou sua trajetória como intérprete de jazz, MPB e bossa nova, tendo como mentor o violonista Paulinho Nogueira. Com a fundação do estúdio Neomundo Music, passou a produzir suas próprias faixas, focando em música eletrônica. Seu álbum de estreia, Resolution (2006), lançado pelo selo Lua Music, consolidou sua presença no cenário internacional, resultando em turnês pela Europa e Estados Unidos. 
Vera foi residente de diversos espaços culturais renomados, como Vou Vivendo, Palácio das Convenções do Anhembi, Centro Cultural de São Paulo, Souza Lima, A Hebraica, Hotel Transamérica, USP, Fundação Oscar Americano, Na Mata Café e Skol Beats. Participou de grupos vocais como Black Voices e Studio Coral de Vozes Femininas da USP. Em 2001, integrou o projeto Rumos Musicais do Itaú Cultural, participando de intercâmbio entre Brasil e França.

## Produções e Lançamentos
Teve várias de suas músicas lançadas em coletâneas nacionais e internacionais a partir dos anos 2000. Seu primeiro álbum, “Resolution”}}, lançado pela gravadora e selo Lua  Music em 2006 a tornou conhecida em vários países, sendo indicada para prêmios o que possibilitou turnês na Europa e Estados Unidos. Em 2009, ganho a menção honrosa no prêmio Toddy de Música Independente. 
É colunista da Revista Backstage de produção musical desde 2006. 
Atualmente, é artista Universal Music Group onde lançou em 2022 singles produzidos pelo reconhecido produtor Donatinho, filho de João Donato, a citar a música Navegante, e vem lançando novos singles desde então. 
Tem formação e é mentora da Berklee College of Music, onde atua junto a alunos de graduação e pós-graduação, desenvolvendo trabalhos de mentoria. 
Além de ser parte dos selos DJ Sound e Cri Du Chat Disques, distribuídos pela Universal Music, faz parte do casting do loungemasters.org e ecce zine, ambos da Europa. 
Seu trabalho contribui muito com a presença das mulheres no mercado da produção fonográfica, por isso é de extrema relevância para o meio artístico. 

## Atuação Educacional e Profissional
Vera é mestre em Estudos Gerais de Música pela Berklee College of Music, onde também atua como mentora de alunos de graduação e pós-graduação. Possui bacharelado em Canto pela UNIS, pós-graduação em Pedagogia Vocal (FASM) e Processos Criativos Musicais (FGE-SP), além de certificações em Logic Pro pela Apple e no método Somatic Voicework™ The LoVetri Method (Baldwin University).

### Álbuns de estúdio
- 2006: Resolution[6] (Lua Music)

### Participações em coletâneas
- 2001: Ensaios
- 2002: House & Techno Smartbiz (DJ World)
- 2002: Unmixed.Waterfront House
- 2002: New Faces of Eletronika Brazuca (DJ World Magazine)
- 2002: Mix Eletrônico França - Brasil (FNAC)
- 2003: BEC (Brazilian Electronic Community) Vol.1 (Atração Fonográfica)
- 2003: Balada Digital Telefônica Empresas (MBB)
- 2003: Bit Sessions (Nikita Records)
- 2003: Brazilian Club Sessions #1 (Dance Club - Portugal)
- 2003: Geek Sounds Vol.3
- 2003: Transamérica 40 graus
- 2003: Tantra Lounge (MBB Records)
- 2003: Café Buddha (MBB Records)
- 2004: Transamérica Super Hits
- 2004: Transamérica Dance Floor
- 2004: BEC (Brazilian Electronic Community) Vol.2
- 2004: BEC (Brazilian Electronic Community) Vol.4
- 2004: Sambass vol 2 (vinyl) (Irma Records - Italy)
- 2005: AMP MTV Electrobreaks
- 2005: Deep Lounge (BMG France)
- 2005: Café Etna (Azul Music)
- 2006: Kraftworld Brazilian Tribute to Kraftwerk (Lua Music)
- 2006: Aperitivo Sessions (Aperitivo Records - Japan)
- 2006: O melhor do Lounge Brasil - vol. 6 (Lua Music / Solvay Farma)
- 2007: Fran's Café Chill House (Lua Music)
- 2007: Colcci E.Tronic vol. 5 (Smartbiz Trax)
- 2008: DJ Zone Deep & Soulful House Session vol. 1 - Italy

### Trilhas sonoras
- 2003: Nokia - Lançamento N-Gage
- 2002: Nina

### EP / Singles
- 2010: About Us feat. Marcelo Maita
- 2010: Beautiful Life
- 2012: Return
- 2019: In the Dark
- 2020: Fluid
- 2022: Out of the Blue[7]  (Cri Du Chat Disques – Universal Music Group)
- 2022:Aquarelas
- 2023: Navegante[8] (Cri Du Chat Disques – Universal Music Group)
- 2023: Sem Atraso (Neomundo Records)
- 2023: Preciso me Encontrar (DNBB Records – Believe)
- 2023: Nightfall (Creative Records - Believe)
- 2024: Sem Atraso - Summer Remix (DNBB Records – Believe)

## Prêmios
| Ano  | Prêmio                              | Categoria               | Indicação  |
| ---- | ----------------------------------- | ----------------------- | ---------- |
| 2007 | Prêmio Toddy de Música Independente | Melhor Álbum Eletrônica | Resolution |